# X-Men: Mutant Academy
X-Men: Mutant Academy — компьютерная игра в жанре файтинг. Главными героями являются Люди Икс. Игра создавалась для PS1 и GBC. Релиз игры состоялся в 2000-м году.

## Геймплей
Каждый персонаж обладает уникальными движениями, которые зависят от его суперспособностей.
Есть 3 режима игры: «Аркада», «Против» (два игрока сражаются друг против друга) и «Академия» (режим обучения).

### Версия для PlayStation
Трёхмерный режим.

### Версия для Game Boy Color
Двухмерный режим.

## Персонажи

### Люди Икс
- Циклоп
- Профессор Икс
- Феникс
- Зверь
- Шторм
- Росомаха
- Гамбит

### Злодеи
- Жаба
- Мистик
- Саблезубый
- Магнето

## Отзывы и критика
| Сводный рейтинг    | Сводный рейтинг            |
| Агрегатор          | Оценка                     |
| ------------------ | -------------------------- |
| GameRankings       | 76,21 % (PS) (GBC) 47,14 % |
| Metacritic         | (PS) 75/100                |
| Иноязычные издания |                            |
| Издание            | Оценка                     |
| AllGame            | (GBC) · (PS)               |
| Eurogamer          | (GBC) 3/10                 |
| GamePro            | (PS)                       |
| GameRevolution     | (PS) C+                    |
| GameSpot           | (GBC) 2,4/10 (PS) 6,4/10   |
| IGN                | (GBC) 3/10 (PS) 8/10       |

Игра получила смешанные отзывы.
В некоторых источниках (IGN, GameSpot) версия игры для PlayStation получила значительно более высокие оценки, чем версия для Game Boy Color.